# Массовое убийство в Реаленгу
Массовое убийство в муниципальной школе Тассо да Силвейра (порт. Escola Municipal Tasso da Silveira) — трагические события, произошедшие 7 апреля 2011 года в Реаленгу, Рио-де-Жанейро, Бразилия, когда 23-летний бывший ученик школы Веллингтон Менезес де Оливейра (порт. Wellington Menezes de Oliveira) убил 12 и ранил ещё 12 школьников в возрасте от 12 до 14 лет, после чего, получив несколько ранений в перестрелке с полицией, покончил с собой. Это первый случай стрельбы подобного рода на территории Бразилии.

## Событие
Утром 7 апреля 2011 около 8.30 по местному времени одетый во все чёрное Веллингтон Менезес де Оливейра с рюкзаком за плечами вошёл в муниципальную школу Тассо да Силвейра. Оставив на первом этаже спортивную сумку, он поднялся на второй этаж, где вошёл в кабинет восьмого класса, представившись новым учителем. Затем Оливейра достал из рюкзака два револьвера и начал беспорядочно стрелять в учеников и учителей. Своим жертвам он метил в голову. При этом Оливейра выбирал преимущественно девочек (10 из 12 убитых были девочками) Ученики тут же начали выбегать из класса. 
Многие начали снимать стрельбу на камеры мобильных телефонов. Затем стрельба переместилась в коридор и соседний класс. Первые полицейские прибыли на место происшествия уже через несколько минут, 38-летний полицейский Алехандро Марисо Алвес, не раздумывая, кинулся в здание и вступил в перестрелку с преступником, когда тот собирался подняться на третий этаж. В ходе перестрелки полицейский ранил Оливейру в обе ноги и живот, после чего тот застрелился. 
Позже офицер сказал: «Просто чувство долга и желание избежать больших жертв понесло меня в школу первым. У меня сын в этом возрасте». Также он описал перестрелку: «Когда я добежал до 3-го этажа, я увидел стрелка, который открыл по мне огонь, тогда я ранил его в обе ноги, но он все ещё продолжал стрелять. Я выстрелил ещё раз и ранил его в живот, сразу после этого нападавший застрелился…».

## Мотивы
У преступника нашли предсмертную записку, в которой он говорил о намерении покончить с собой, так как заражен ВИЧ. Также он находился в постоянной депрессии после смерти матери в 2010 году. Психиатры же заявили, что стрелок страдал редким видом психического расстройства, в котором больной не чувствует жалости, вины и раскаяния, а также страха за свою жизнь и склонен к суицидальным мыслям. Он получает удовольствие от страдания других людей. Полиция настаивала, что не располагает конкретными доказательствами религиозных или политических мотивов, стоящих за действиями убийцы. Тексты, найденные при обыске в доме Оливейры, свидетельствуют, что он был одержим террористическими идеями и Исламом, характеризуя его как наиболее истинную из всех религий. Его сосед заявил, что Оливейра принял ислам около двух лет назад. В своих письмах Оливейра утверждал, что посещал мечеть в центре Рио-де-Жанейро, изучая Коран по четыре часа в день. Он ассоциировал себя с неким «Абдулом», прибывшим издалека и принимавшим участие в атаках 11 сентября. Он также заявлял, что хочет эмигрировать в страну с преимущественно мусульманским населением, Египет или Малайзию. Мусульманские руководители в Рио отрицают связь с Оливейрой.

 Прежде всего вы должны знать, что нечистые не могут прикасаться ко мне без перчаток, только целомудренные или те, кто потеряли свою непорочность в браке и не были вовлечены в прелюбодеяния, могут дотрагиваться до меня без перчаток, или, если сказать иначе, никакой блудник или прелюбодей не может иметь непосредственный контакт со мной, ничто нечистое не может коснуться моей крови. Ничто нечистое не может иметь контакт с невинным без его разрешения; те, кто будут готовить меня к погребению, должны снять с меня всю одежду, вымыть, высушить и голого завернуть меня в белую ткань, которая находится в рюкзаке в первой комнате на первом этаже этого здания, и после этого они могут положить меня в мой гроб. Если это возможно, я хочу быть похоронен рядом с могилой, где моя мать спит вечным сном. Мою мать зовут Дичия Менезис де Оливейра, и она похоронена на кладбище Муранду. У моей могилы должен побывать истинный последователь Бога, и он должен молиться перед моей могилой и просить прощения у Бога за то, что я молюсь, чтобы в случае возвращения Иисус пробудил меня от сна смерти к вечной жизни. Я оставил дом в Сепетиба, в котором семья не нуждается. Есть бедные организации, финансируемые щедрыми людьми, которые заботятся о брошенных животных, и я хочу, чтобы это место было пожертвовано одной из таких организаций, потому что в последнее время животных презирают, и они нуждаются в заботе и защите гораздо больше, чем человеческие существа, у которых есть преимущество: они могут общаться и зарабатывать на жизнь. Поэтому те, кому достанется мой дом, я прошу вас, пожалуйста, прислушайтесь к здравому смыслу и исполните мою просьбу, автоматически это выполнит желание моих родителей, которые передали эту собственность на мое имя, и все знают это. Выполните мою просьбу, в противном случае, это автоматически будет неуважением к желаниям моих родителей, и это докажет, что никто из вас не уважает ваших родителей, которые спят вечным сном. Я верю, что у вас всех есть уважение к нашим родителям и, доказывая это, сделайте то, что я просил.
13 апреля 2011 полиция опубликовала два видео, записанных Оливейрой ещё в июле 2010, где он говорит о мотивах преступления. Из видео становится понятно, что мотивом стали унижения в школе, а также то, что Оливейра решил стать подражателем.

## Преступник
Совершившим преступление оказался 23-летний бывший ученик школы «Тассо да Силвейра», обучавшийся в ней с 1999 по 2002 годы, Веллингтон Менезес де Оливейра. Преступник жил всего в двух кварталах от школы. Он родился в многодетной семье в Рио-де-Жанейро, Бразилия 13 июля 1987 года, был младшим из пятерых братьев в семье. Его биологическая мать была психически больна и даже пыталась покончить жизнь самоубийством. Он был усыновлен Дичияей Менезис де Оливейрой. В детстве его описывали, как застенчивого и тихого паренька, который всегда вел себя примерно. Он часто подвергался издевательствам со стороны сверстников, так как был Свидетелем Иеговы, как и его мать. В школе его из-за странности поведения называли Шерман, ссылаясь на персонажа из «Американского пирога». После смерти матери Оливейра начал одеваться во всё чёрное и почти перестал выходить из дома. Большую часть времени он проводил в социальных сетях. За два года до массового убийства он принял ислам, так как считал его наиболее правильной религией.
В марте 2011 года Веллингтон Менезес де Оливейра незаконно приобрёл два револьвера и более сотни патронов, один из револьверов принадлежал человеку, умершему в 1994 году. Оружие ему продал сын того человека, револьвер обошёлся стрелку в $200. Второй принадлежал 57-летнему мужчине, работавшему на бойне. При допросе полицией оба продавца заявили, что Оливейра сказал им, что оружие ему нужно для самообороны. Впоследствии из револьверов было произведено 62 выстрела. Также при обыске тела было обнаружено 18 неиспользованных патронов. Оливейра покончил с собой 7 апреля 2011 года, выстрелив себе в голову. Перед этим он получил несколько ранений в перестрелке с полицией. Похороны состоялись 22 апреля 2011 на кладбище «Кажу», все родственники отказались от его тела, и ни один из них не присутствовал на церемонии.

## Последствия
Президент Бразилии Дилма Русеф объявила трехдневный национальный траур по погибшим. Также она назвала героями полицейских, первыми прибывших на место происшествия. Архиепископ Рио-де-Жанейро Жуан Орани Темпеста получил письмо от Бенедикта XVI, в котором тот сказал усердно молиться за скорейшее выздоровление всех раненых и упокой души погибших. 9 апреля 2011 года дом убийцы был изрисован надписями «Убийца» и «Трус».
12 апреля полицейские, первыми прибывшие на место стрельбы, были повышены в званиях.
Ученики средней школы «Колумбайн», подвергшиеся нападению в 1999 году, сделали плакат с соболезнованиями и отправили его в начальную школу «Тасса да Сильва».